# Cantón de Manzat
El cantón de Manzat era una división administrativa francesa, que estaba situada en el departamento de Puy-de-Dôme y la región de Auvernia.

## Composición
El cantón estaba formado por diez comunas:
- Charbonnières-les-Varennes
- Charbonnières-les-Vieilles
- Châteauneuf-les-Bains
- Les Ancizes-Comps
- Loubeyrat
- Manzat
- Queuille
- Saint-Angel
- Saint-Georges-de-Mons
- Vitrac

## Supresión del cantón de Manzat
En aplicación del Decreto nº 2014-210 de 21 de febrero de 2014, el cantón de Manzat fue suprimido el 22 de marzo de 2015 y sus 10 comunas pasaron a formar parte; ocho del nuevo cantón de Saint-Georges-de-Mons, una del nuevo cantón de Saint-Éloy-les-Mines y una del nuevo cantón de Saint-Ours.